# EBay
Tập đoàn eBay là một công ty của Hoa Kỳ, quản lý trang web eBay.com, một website đấu giá trực tuyến, nơi mà mọi người khắp nơi trên thế giới có thể mua hoặc bán hàng hóa và dịch vụ. Ngoài trụ sở tại Mỹ, eBay còn có chi nhánh tại một số quốc gia khác. Tập đoàn eBay cũng sở hữu thương hiệu nổi tiếng khác là Paypal.

## Lịch sử
eBay được thành lập vào ngày 3 tháng 12 năm 1995 bởi Pierre Omidyar, một chuyên gia lập trình máy tính. Ban đầu, eBay chỉ là một mục trong một trang web cá nhân của Omidyar. Tuy nhiên chỉ sau một thời gian ngắn, anh nhìn ra tiềm năng lớn lao của eBay nên đã cùng Chis Agarpao và Jeff Skoll xây dựng nó thành một thương vụ nghiêm túc. Vào năm 1996, eBay chính thức ký hợp đồng đầu tiên với một công ty chuyên bán vé máy bay và các sản phẩm du lịch tên là Electronic Travel Auction. Đến tháng 9 năm 1997, cái tên eBay chính thức ra đời. Thực ra dự định ban đầu của Omidyar là lấy tên miền EchoBay.com, nhưng tên này đã được một công ty khai thác mỏ vàng đăng ký mất nên anh quay sang lựa chọn thứ 2 là eBay.com.
Ngày nay trụ sở chính của eBay đặt ở San Jose, California. Meg Whitman hiện là chủ tịch eBay và CEO từ năm 1998. eBay là một trong những công ty phát triển nhanh nhất trong mọi thời đại.

## Lợi nhuận và các giao dịch
Nguồn thu của eBay đến từ nhiều phía. Đầu tiên là phí đăng tải đấu giá thu của người bán dù sản phẩm có bán được hay không. Sau đó, eBay thu phí khi sản phẩm được giao dịch thành công, cộng thêm một số loại phí phụ khác. Thêm vào đó, eBay thu lợi từ hệ thống trả tiền Paypal mỗi khi có một thanh toán được thông qua bởi dịch vụ này.
Chiến lược thương mại của eBay là mở rộng giao dịch quốc tế trong hệ thống của mình. Hiện nay eBay đã mở rộng đến hầu hết các nước Bắc Mỹ, Tây Âu, Úc và một số nước châu Á như Trung Quốc và Ấn Độ. Những nơi eBay không xâm nhập thành công là Đài Loan, Nhật và Hồng Kông, do đối thủ Yahoo! đã cắm rễ từ rất lâu trước khi eBay tìm đến.

## Chi nhánh quốc tế
Ngoài trang chủ là trang dành cho Hoa Kỳ, eBay còn thành lập một số trang web chi nhánh ở một số nước:
| Quốc gia       | Trang web                                                                        | Ngôn ngữ                    | Ngày thành lập        |
| -------------- | -------------------------------------------------------------------------------- | --------------------------- | --------------------- |
| Argentina      | http://www.mercadolibre.com.ar/                                                  | tiếng Tây Ban Nha           | ?                     |
| Úc             | http://www.ebay.com.au/                                                          | tiếng Anh                   | tháng 10,1999         |
| Austria        | http://www.ebay.at/                                                              | tiếng Đức                   | 18, tháng 12 năm 2000 |
| Bỉ             | http://www.ebay.be/                                                              | tiếng Hà Lan, tiếng Pháp    | ?                     |
| Brazil         | http://www.mercadolivre.com.br/                                                  | tiếng Bồ Đào Nha            | ?                     |
| Canada         | http://www.ebay.ca/                                                              | tiếng Anh, tiếng Pháp       | tháng 4 năm 2000      |
| Trung Quốc     | http://www.ebay.com.cn/                                                          | tiếng Trung Quốc            | ?                     |
| Pháp           | http://www.ebay.fr/                                                              | tiếng Pháp                  | 5, tháng 10 năm 2000  |
| Đức            | http://www.ebay.de/                                                              | tiếng Đức                   | ?                     |
| Hồng Kông      | http://www.ebay.com.hk/                                                          | tiếng Trung Quốc, tiếng Anh | 21, tháng 12 năm 2003 |
| Ấn Độ          | http://www.ebay.in/                                                              | tiếng Anh                   | ?                     |
| Ireland        | http://www.ebay.ie/                                                              | tiếng Anh                   | 29, tháng 3 năm 2001  |
| Ý              | http://www.ebay.it/                                                              | tiếng Ý                     | 15, tháng 1 năm 2001  |
| Malaysia       | http://www.ebay.com.my/                                                          | tiếng Anh                   | 1, tháng 12 năm 2004  |
| Mexico         | http://www.mercadolibre.com.mx/                                                  | tiếng Tây Ban Nha           | ?                     |
| Việt Nam       | http://www.ebayve.com/                                                           | tiếng Việt                  | 27, tháng 6 năm 2007  |
| Hoa Kỳ         | http://www.ebay.com/                                                             | tiếng Anh                   | 3, tháng 12 năm 1995  |
| Hà Lan         | http://www.ebay.nl/                                                              | tiếng Hà Lan                | Netherlands           |
| New Zealand    | http://pages.ebay.com/nz                                                         | tiếng Anh                   | 29, tháng 3 năm 2001  |
| Philippines    | http://www.ebay.ph/                                                              | tiếng Anh                   | 16, tháng 11 năm 2004 |
| Ba Lan         | http://www.ebay.pl/                                                              | tiếng Ba Lan                | 22, tháng 4 năm 2005  |
| Singapore      | http://www.ebay.com.sg/                                                          | tiếng Anh                   | 24, tháng 10 năm 2001 |
| Hàn Quốc       | http://www.auction.co.kr/                                                        | tiếng Triều Tiên            | 15, tháng 2 năm 2001  |
| Tây Ban Nha    | http://www.ebay.es/                                                              | tiếng Tây Ban Nha           | 8, tháng 1 năm 2002   |
| Thụy Điển      | http://www.tradera.com/                                                          | tiếng Thụy Điển             | ?                     |
| Thụy Sĩ        | http://www.ebay.ch/                                                              | tiếng Đức, tiếng Pháp       | 29, tháng 3 năm 2001  |
| Đài Loan       | http://www.ruten.com.tw/                                                         | tiếng Trung Quốc            | ?                     |
| Thổ Nhĩ Kỳ     | http://www.gittigidiyor.com/ Lưu trữ ngày 7 tháng 3 năm 2010 tại Wayback Machine | tiếng Thổ Nhĩ Kỳ            | 3, tháng 5 năm 2007   |
| Vương quốc Anh | http://www.ebay.co.uk/                                                           | tiếng Anh                   | tháng 10 năm 1999     |

## Đầu tư và thâu tóm
- Tháng 5 năm 1999, eBay thâu tóm dịch vụ chi trả trực tuyến Billpoint, nhưng đã ngưng sử dụng sau khi có được Paypal.
- Năm 1999, eBay có được tòa nhà Butterfield and Butterfield, và đã bán nó vào năm 2002.
- Tháng sáu năm 2000, eBay thâu tóm Half.com.
- Tháng 8 năm 2001, eBay thâu tóm Mercado Libre, Lokau và iBazar, các site đấu giá ở châu Mỹ Latinh.
- Tháng 7 năm 2002, eBay thâu tóm PayPal
- Vào ngày 11 tháng 7 năm 2003, eBay thâu tóm EachNet, công ty thương mại hàng đầu ở Trung Quốc, trả bằng tiền mặt xấp xỉ 150 triệu USD.
- Vào ngày 22 tháng 6 năm 2004, eBay thâu tóm Baazee.com, site đấu giá Ấn Độ với giá xấp xỉ 50 triệu USD bằng tiền mặt.
- Vào ngày 16 tháng 12 năm 2004, eBay mua rent.com với 30 triệu USD tiền mặt và 385 triệu USD bằng cổ phiếu eBay.
- Tháng 5 năm 2005, eBay thâu tóm Gumtree.
- Tháng 6 năm 2005, eBay mua Shopping.com với giá 635 triệu USD.
- Tháng 8 năm 2005, eBay mua Skype, một công ty VoIP, với giá 2.6 tỉ USD bằng tiền mặt và cổ phiếu.
- Tháng 4 năm 2006, eBay đầu tư 2 triệu USD vào mạng xã hội Meetup.com
- Tháng 4 năm 2006, eBay đầu tư 48 triệu USD mua lại Tradera.com, chợ đấu giá số 1 của Thụy Điển.
- Tháng 8 năm 2006, eBay tuyên bố cùng Google hợp tác quốc tế. Chi tiết của bản hợp tác không được tiết lộ.
- Tháng 2 năm 2007, eBay mua lại trang mua bán vé trực tuyến Subhub với giá 307 triệu USD.
- Tháng 5 năm 2007, eBay mua trang StumbleUpon với mức giá &75 triệu USD.

## Các mặt hàng cấm giao dịch
Vào những ngày mới thành lập, eBay hầu như không được kiểm soát. Sau này khi càng lớn mạnh, eBay đã đưa vào những quy định cụ thể về nhiều loại sản phẩm khác nhau. Dưới đây là một số chủng loại hàng bị cấm hoặc bị hạn chế giao dịch:
- Thuốc lá (những mặt hàng liên quan đến thuốc lá hay hàng sưu tập thì được phép)
- Rượu (trừ hàng sưu tập và rượu vang bán bởi các nhà phân phối có giấy phép)
- Các sản phẩm cổ vũ Phát xít Đức (Nazi)
- Băng đĩa lậu
- Súng và đạn dược
- Quần áo lót đã qua sử dụng
- Các bộ phận của người
- Động vật sống
- Một số sản phẩm có bản quyền
- Vé số cùng các món hàng liên quan cờ bạc

## Một số mặt hàng lạ
- Tháng 6 năm 2005, vợ của Tim Shaw, một DJ radio người Anh bán một xe hơi thể thao của mình sử dụng cách bán "Buy It Now", với giá là 50 xu. Chiếc xe được rao sau khi vợ của Tim nghe được Tim ve vãn với người mẫu Jodie Marsh trên chương trình của mình. Chỉ sau 5 phút chiếc xe đã tìm được chủ mới.[17]
- Tháng 5 năm 2005, một chiếc Volkswagen Golf đã được đăng ký cho Joseph Cardinal Ratzinger (giáo hoàng Pope Benedict XVI) được rao bán trên eBay Đức với giá €188,938.88. Người thắng cuộc là sòng bạc online GoldenPalace.com, nổi tiếng bởi những vụ mua giật mình trên eBay.[18]
- Tháng 9 năm 2004, chủ nhân trang web MagicGoat.com bán rác trong thùng rác của mình cho một giáo sư nghệ thuật để ông này dùng cho sinh viên viết luận về cái thùng rác.[19]
- Nước uống còn sót lại trong một cái cốc từng được Elvis Presley uống cũng đã bán trên eBay với giá $455.
- Một sinh viên Đại học Coventry bán một mẫu bắp rang được £1.20
- Một người đàn ông ở Brisbane, Úc đã rao bán New Zealand với giá khởi điểm là 0.01 đô la Úc. Giá đã tăng đến 3000 đô la ngay trước khi eBay dẹp nó xuống.
- Một nhóm 4 thanh niên Úc tự bán họ trong vòng 1 cuối tuần với lời hứa "đầy bia rượu, chuyện trò vui vẻ và ắp tiếng cười" với giá $1300.